# Auga
Auga är en kommun i departementet Pyrénées-Atlantiques i regionen Nouvelle-Aquitaine i sydvästra Frankrike. Kommunen ligger i kantonen Thèze som tillhör arrondissementet Pau. År 2022 hade Auga 185 invånare.

## Befolkningsutveckling
Antalet invånare i kommunen Auga
| Referens: INSEE |